# Lojze Bratuž

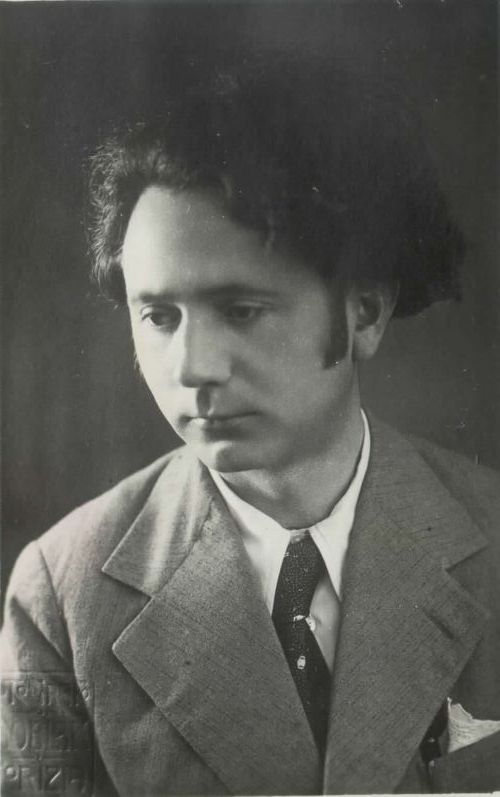
Lojze Bratuž

Lojze Bratuž oder italienisch Luigi Bertossi (* 17. Februar 1902 in Görz; † 16. Februar 1937 ebenda) war ein slowenischer Chorleiter und Komponist.

## Leben
Bratuž wurde in eine slowenischsprachige Familie in Görz hineingeboren. Görz war damals das Zentrum des österreichischen Kronlands Grafschaft Görz und Gradisca. Aufgrund der zweisprachigen Bevölkerung heißt Görz heute, nach der Teilung im Jahre 1946, auf Italienisch Gorizia und auf Slowenisch Gorica. Bratuž wurde nach dem Besuch der slowenischsprachigen Schule Musiklehrer. Er war mit Ljubka Šorli verheiratet. Der einzige Sohn ist Schriftsteller und Vertreter der slowenischen Minderheit in der Region Friaul-Julisch-Venezien.
Das Österreichische Kronland Görz und Gradisca wurde nach dem Frieden von St. Germain vom 10. September 1919 italienisch, nachdem das Gebiet schon zum Ende des Ersten Weltkrieges von Truppen des Königreichs Italien besetzt worden war. In den darauf folgenden Jahren stand die slowenische Bevölkerung unter dem wachsenden Druck der Italienisierung. Bratuž arbeitete in dieser Zeit als Musiklehrer auf dem Lande und später in Gorizia. Der Erzbischof der Stadt ernannte ihn 1930 zum Koordinator für die slowenischsprachigen Chöre in seiner Diözese, obwohl Bratuž im Jahre 1929 bereits kurzzeitig wegen seines Standpunktes in der Sprachenfrage im Gefängnis war.

## Tod und Nachwirkungen
Am 27. Dezember 1936 wurde Bratuž nach einer Messe im heutigen Stadtteil von Gorica Podgora, während der er einen Chor geleitet hatte, von faschistischen Squadristi entführt, misshandelt und gezwungen ein Gemisch aus Rizinusöl, Benzin und Maschinenöl runterzuwürgen. Von diesen Misshandlungen erholte sich Bratuž nicht mehr. Er starb am 16. Februar 1937 im Zentralkrankenhaus von Gorizia. Seine Freunde hatten sich wenige Tage vor seinem Tod unter seinem Zimmerfenster im Krankenhaus aufgestellt und ein slowenisches Lied angestimmt. Aus Furcht vor einer Verhaftung zerstreuten sie sich danach sehr schnell.
Von Bratuž' musikalischen Umschreibungen verschiedener Lieder und seinen Sätzen für Chorgesang sind heute noch einige bekannt. Ein gemischter Chor und das Slowenische Kulturzentrum in Gorizia tragen heute seinen Namen.